# Type Machin
Pour les articles homonymes, voir Machin et Élisabeth II (homonymie).

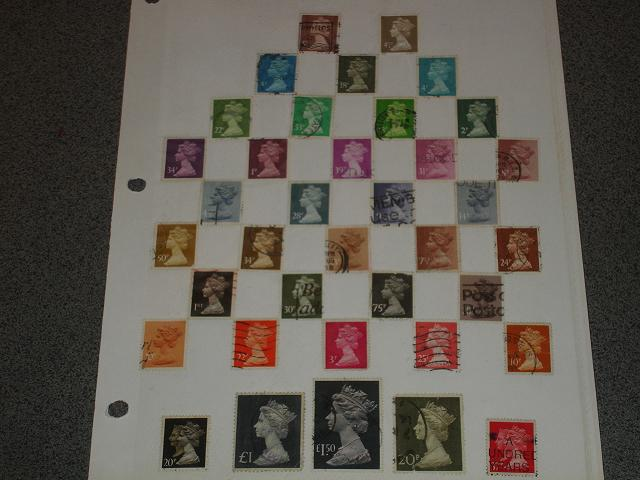
Timbres-poste britanniques d'usage courant.

Les timbres au type Machin sont des timbres-poste d'usage courant britannique à l'effigie de la reine Élisabeth II. 
Dessinés par Arnold Machin, les premiers timbres sont émis en 1967 et le type est toujours utilisé par la Royal Mail. L'entreprise postale britannique les nomme « Machin definitive stamps ». Ils ont remplacé les timbres au type Wilding.
La longueur de la carrière de ce type fait qu'il a été utilisé pour la plupart des modifications et innovations philatéliques du dernier tiers du XXe et du début du XXIe siècle. Elles motivent une abondante philatélie spécialisée.
Une effigie de la reine créée par Arnold Machin en 1964 a servi sur les pièces de monnaie du Royaume-Uni de 1969 à 1984, avant d'être remplacée par une effigie de Raphael Maklouf montrant le vieillissement de la reine. L'effigie du timbre n'a, elle, jamais été mise à jour.

## Genèse
Depuis l'avènement d'Élisabeth II en 1952, la série d'usage courant porte comme effigie royale une photographie de trois-quarts face par Dorothy Wilding. Elle apparaît également en médaillon sur les timbres commémoratifs pour rappeler l'origine des timbres, le Royaume-Uni ne le signalant pas par une mention écrite. Cette effigie déplaît cependant aux artistes : en avril 1961, par écrit, Michael Goaman et Faith Jacques signalent que cette image photographique représente la reine, mais ne peut pas incarner la monarchie. Elle gêne également la lecture du sujet principal du timbre commémoratif : son emplacement pouvant représenter un tiers du timbre et le portrait donne une impression de profondeur en regardant vers le lecteur.
Des hésitations sur la technique de travail d'une nouvelle effigie de profil (photographie ou peinture d'après une photographie) reportent à 1965 le début d'un véritable concours d'artistes. Les propositions du Postmaster General Tony Benn et de l'artiste David Gentleman de remplacer l'effigie royale par le nom du pays (« Great Britain » ou « U.K. ») échouent, mais permettent d'accélérer la recherche de solutions. Pour les timbres commémoratifs, un profil de couleur unie créé par David Gentleman d'après une monnaie de Mary Gillick permet en 1966 d'attendre la miniaturisation d'une nouvelle effigie pour la série d'usage courant que le Stamp Advisory Committee (SAC), au cours d'une réunion du 13 janvier 1965, conseille au Postmaster General Tony Benn de choisir de préférence de profil et gravée à partir d'une photographie.
Les premières maquettes sont alors entamées par Andrew Restall et Arnold Machin avec l'assistance des imprimeurs d'Harrison and Sons et de photographies par Anthony Buckley, puis par le beau-frère de la reine, Anthony Armstrong-Jones, Lord Snowdon. Machin vient justement de créer l'effigie royale pour les pièces de monnaie d'après les photographies du comte. L'invitation officielle à travailler est lancée à d'autres artistes pendant l'été 1965, mais dès le 26 janvier 1966, le SAC semble avoir poursuivi uniquement les travaux de David Gentleman et d'Arnold Machin,.
La méthode de Machin est de sculpter un bas-relief en argile et d'en réaliser des moules, qu'il reprend et corrige selon les demandes. Ensuite, les essais d'impression sont effectués à partir de photographies du relief par Harrisons & Sons et des illustrations et mentions « POSTAGE REVENUE » prévues par Machin. Rapidement, celui-ci décide de simplifier l'effigie : coupée au niveau du cou et portant une tiare. Pour le tour du portrait, il pense d'abord à imiter le Penny Black, puis à reprendre la mise en page du type Wilding avec les quatre fleurs-emblèmes des royaumes unis. Finalement, il décide que l'effigie doit être accompagnée de la seule valeur faciale sur un fond de couleur uni,.
En mars 1966, le Stamp Advisory Committee décide de fournir à Gentleman et Machin de nouveaux clichés pris par John Hedgecoe le 22 juin suivant. La reine choisit les photographies fournies aux deux artistes. Gentleman continue donc son projet d'« alternative photographique » à la sculpture de Machin. 

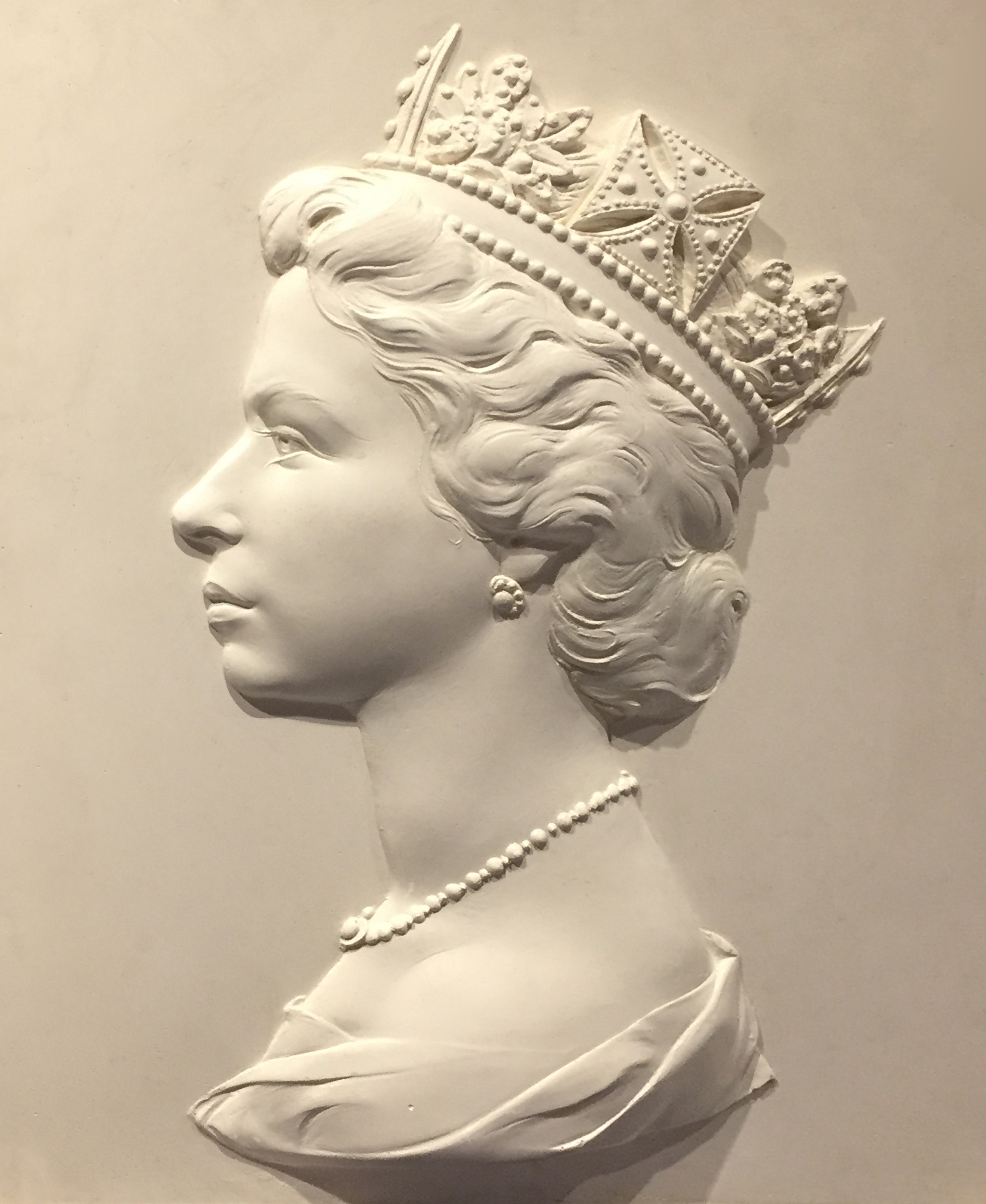
La sculpture originale.

Au cours du second semestre, Machin, quant à lui, retravaille son projet selon les demandes du SAC sans que l'arrivée d'un nouveau Postmaster General, Edward Short, n'ait d'incidence : remplacement de la tiare par un diadème plus imposant, utilisant de nouveaux portraits en octobre. Le diadème est celui créé en 1820 pour le couronnement du roi George IV et déjà visible sur le Penny Black. La reine Élisabeth demande enfin que son cou soit vêtu d'un corsage, La sculpture finale a la forme d'un rectangle de plâtre de 16 pouces (40,64 cm) de long sur 18 (45,72 cm) de haut, dont un exemplaire est conservé dans les coffres du British Postal Museum & Archive, à Londres.
Les différentes modifications de la sculpture finale et de l'éclairage pendant les photographies décisives ont créé quatre effigies que les philatélistes ont repéré sur les timbres pré-décimaux, dont les premiers sont émis le 5 juin 1967.
Pour les couleurs, Arnold Machin encourage l'utilisation d'une effigie claire sur un fond uni de la même couleur plus sombre. Le 4 pence (« 4d ») de 1967 a droit à un brun très foncé, inspiré du Penny Black et demandé par Élisabeth II. Cependant, dès les pré-décimaux, la Royal Mail ne suit pas scrupuleusement ces consignes : elle utilise un fond d'une couleur graduellement plus foncée, d'une effigie plus foncée que le fond.

## Carrière

### Les pré-décimaux
Le 5 juin 1967, sont émises les trois premières valeurs : 4 pence brun-noir (4d), 1 shilling lilas (1/-) et 1 shilling 9 pence (1/9) à effigie orange sur fond noir. Onze autres valeurs du demi-penny au 1 shilling 6 pence sont émises jusqu'en 1970. Ces petites valeurs sont imprimées en photogravure par Harrison and Sons.
Parce que sa couleur noire gêne la lisibilité des bandes de phosphore par les machines de tri du courrier, le 4 pence noir est remplacé par un vermillon le 6 janvier 1969, qui entraîne le passage au bleu clair du 8 pence rouge.
Les quatre plus fortes valeurs (du 2 shillings 6 pence au 1 livre) sont créées sur un timbre plus grand et leur dessin est gravé pour une impression en taille-douce par la compagnie Bradbury Wilkinson à partir de photographies plus fortement contrastées de la sculpture d'Arnold Machin. Leur émission est retardée à mars 1969, le temps d'écouler les stocks de la série des Châteaux, émise en septembre 1955.
Dès l'époque des pré-décimaux, apparaissent les carnets composés de plusieurs valeurs différentes et les petites valeurs d'un à six pence existent en rouleaux, dont un rouleau mixte.

### Le passage au système décimal
Le 15 février 1971, a lieu le passage du système penny/shilling/livre au système décimal de 100 pence pour une livre sterling. Les timbres d'usage courant doivent être réémis avec de nouvelles valeurs, même si pour les plus petites valeurs, la conversion assez simple permettait de temporiser le changement : 2 shillings devenant 10 nouveau pence.
Les 10, 20 et 50 nouveaux pence sont imprimés en taille-douce comme les timbres en livre sterling. Ils sont néanmoins les premiers à être réimprimés en photogravure en raison de l'inflation et du coût de leur méthode d'impression.
Un designer du Post Office, Stuart Rose, fait adopter une nouvelle police d'écriture pour la valeur faciale au moment de la décimalisation : la Perpetua créée par Eric Gill en 1925. Dans cette police, les « 1 » deviennent des « I » et le zéro est un cercle Depuis, à cause d'un effet visuel en petit format et pour gagner de la place, le chiffre zéro a été redessiné deux fois par Jeffery Matthews pour correspondre à un ovale vertical.
Les timbres en nouveaux pence et livres sont progressivement émis de 1970 à 1972.

### Évolutions liées à l'inflation des années 1970-1990
L'inflation va rendre peu rentable et peu utile la nécessité d'imprimer en taille-douce des valeurs auparavant jugées fortes. Le 2 février 1977, tout en restant de plus grand format, les timbres d'une, deux et cinq livres sterling sont émis imprimés en photogravure par Harrison & Sons en utilisant les premières couleurs créées par Jeffery Matthews.
En 1988, une nouvelle série en taille-douce des Châteaux apparaît pour les fortes valeurs faciales à partir de photographies d'Andrew, duc d'York, mais c'est le 22 août 1995 qu'est émis un timbre d'une livre bleu-violet métallisé au type Machin, désormais au même format que les timbres de petites valeurs de ce type.
L'inflation conduit également à augmenter régulièrement les tarifs postaux. Pour éviter la multiplication des couleurs nécessaires ou des timbres de même aspect mais de valeur modifiée, des timbres à validité permanente au type Machin apparaissent en 1989. Le courrier nécessitant une expédition prioritaire doit être affranchi avec un « 1ST » (pour first class) brun-noir puis rouge, le courrier non prioritaire avec un « 2ND » (pour second class).

### Émissions régionales
Pour permettre à chacun des royaumes (Angleterre, Écosse, Irlande du Nord et Pays de Galles) de bénéficier de timbres propres, la série d'usage courant est émise avec un des symboles nationaux en illustration sous les noms commerciaux de Regionals, puis Countries. Ces timbres sont vendus dans le royaume concerné, mais sont valables dans tout le pays.
Dès 1958, ce fut le cas avec le type Wilding qui sont réémis jusqu'en 1971, en concernant également Guernesey, Jersey et l'île de Man, jusqu'à leur autonomie postale de 1961 pour les îles Anglo-Normandes et 1973 pour Man.
Pour la série Machin, les symboles nationaux sont dessinés, puis repris et modifiés, par Jeffery Matthews. En 1971, sont émis les premiers Machin régionaux : le symbole national est imprimé en haut à droite du timbre. Il s'agit du lion d'Écosse, de la main rouge d'Ulster dans une étoile blanche couronnée, du triskell de Man et du dragon de Galles.
Par la suite, une série de timbres d'usage courant portant des symboles des quatre royaumes circulent parallèlement aux Machin.
En 1997, en vertu du Welsh Language Act de 1993 qui impose au service public de placer l'anglais et le gallois à égalité, les Machins gallois sont réémis sans indicateur de la monnaie. « Ceiniog » (penny en gallois) aurait imposé deux lettres.

### Les couleurs
Arnold Machin a toujours préféré une effigie claire sur un fond uni de la même couleur plus foncé. Jusqu'aux années 1980, Royal Mail n'en a pas toujours tenu compte afin qu'un même binôme puisse servir à plusieurs reprises sans que les postiers et les clients ne confondent les timbres concernés.
Dans les années 1970, des systèmes sont conçus pour rationaliser l'usage des couleurs par type de tarifs, mais les augmentations balayent rapidement la simplicité initiale.
Au milieu des années 1980, Jeffery Matthews, déjà intervenu pour fournir trois binômes de couleurs pour la version photogravée des timbres d'une, deux et cinq livres sterling de 1976, se voit commander une large palette de binômes respectant les consignes de Machin. Il livre ainsi vingt-huit binômes plus deux binômes de gris (clair et foncé). En 1997, il complète avec trois nouvelles créations : gris-bleu, orange et rose.

### Évolutions dans la forme
Au cours de sa carrière, le type Machin subit des modifications techniques qui ont lieu au profit du service offert à l'usager ou de la protection contre les faussaires.
En 1987, le service marketing de Royal Mail crée des carnets de quatre à six timbres, vendus dans les commerces de détail (épicerie, marchands de journaux, etc).
En octobre 1993, sont produits les premiers timbres auto-adhésifs britanniques sous forme de carnets au tarif prioritaire « 1ST ». Imprimés par Walsall dans un format plus long que la normale pour suivre leur usage par le public, la fabrication connaît des problèmes qui repoussent à mars 1997 une émission définitivement acquise avec les rouleaux de timbres « 2ND » et « 1ST » de l'imprimeur néerlandais Enschedé. Depuis, carnets et rouleaux multiplient sous forme autocollant les tarifs disponibles sous cette forme Ces timbres sont dentelés comme les timbres gommés, y compris avec la perforation elliptique.
En 1993, pour lutter contre la falsification des Machin par photocopie, l'imprimerie Harrison and Sons crée une perforation elliptique placée au niveau du tiers inférieur de la dentelure des timbres.
En 2003, une encre de sécurité, nommée « Iriodin » d'après la marque de l'industriel Merck, est utilisée sur les timbres de fortes valeurs faciales, leur donnant un aspect brillant selon la luminosité.
En février 2009, la Royal Mail ajoute plusieurs éléments de sécurité sur une partie de ces timbres pour empêcher leur décollage et leur réutilisation dans les cas où l'oblitération est oubliée au cours du circuit postal. Autocollant, le nouveau type est imprimé avec des vagues infinies de « ROYAL MAIL » à l'encre iridescente, comporte des encoches faites à l'emporte-pièce et son adhésif ne comprend plus la couche soluble dans l'eau. Les encoches et l'impossibilité de retirer l'adhésif à l'eau doivent empêcher le décollement d'un timbre utilisé.

### Changements d'imprimeurs
Le renouvellement des contrats d'impression a entraîné quelques changements d'imprimeurs, parfois synonymes de variétés pour les collectionneurs : variation de papier et utilisation de cylindres d'impression différents.
Les pré-décimaux et les premiers décimaux sont imprimés en photogravure par Harrison and Sons pour les petites valeurs, et en taille-douce par Bradbury Wilkinson pour les fortes valeurs. Selon les époques, l'entreprise Bradbury Wilkinson a utilisé du papier fourni par Harrison ou préparé par elle-même. Avec l'impression de tous les Machin en photogravure à partir de 1976, Harrison & Sons devient le seul imprimeur de la série.
Cependant, au début des années 1990, la méthode de fabrication des cylindres de photogravures devient plus coûteuse que l'utilisation de l'informatique. Le néerlandais Enschedé obtient ainsi le marché des petites valeurs jusqu'au timbre d'une livre dont l'encre reçoit une patine métallique. Ce nouveau timbre anti-falsification est émis le 22 août 1995.
Début 1997, Harrison & Sons a récupéré la commande des petites valeurs grâce à la modernisation de son imprimerie. En février 1997, l'imprimerie de timbres installée à High Wycombe devient la propriété de De La Rue, qui la transfère à Byfleet fin 2002 dans les locaux d'une autre acquisition Questa. En 2005, l'imprimerie de timbre de De La Rue est déplacée à Dunstable.

## Remplacer le typeMachin?
À plusieurs reprises, le remplacement du type Machin est envisagé par Royal Mail, mais des responsables de Royal Mail ont témoigné du refus de la reine Élisabeth II de considérer cette idée. 

### Les années 1980
Au début des années 1980, alors que l'effigie royale de Raphael Maklouf remplace celle de Machin sur les pièces de monnaie, une proposition de changement de l'effigie royale sur les timbres d'usage courant est soumise en mars 1981 pour une émission en 1983, trentième année de l'avènement d'Élisabeth II Ron Dearing, dirigeant du Post Office, obtient l'accord de principe de la reine bien qu'elle précise être « très contente de l'effigie de Machin et pense qu'il faut un travail de grande qualité si elle doit être remplacée ».
Sous la supervision du conseiller artistique du Post Office, Barry Robinson, le dessinateur de timbres Jeffery Matthews réalise les essais à partir des nouveaux clichés que Lord Snowdon réalise en mars 1982. Plusieurs positions du visage et des épaules sont réalisées depuis de profil jusqu'à de face. À partir de ceux avec le visage de face, Matthews prépare de nombreuses maquettes en utilisant directement un portrait photographique et un portrait au crayon par son fils Rory Matthews en 1982. En 1983, Robinson demande des portraits au crayon par John Sargeant, et en peinture par Timothy Whidborne et Brian Sanders, ainsi qu'une gravure par Czesław Słania en 1984. Ces essais de timbres régulièrement imprimés par Harrison and Sons, ne plaisent cependant pas aux membres du Stamp Advisory Committee.
En juin 1985, un groupe de travail se penche alors sur une modification du type Machin. Il deviendrait bicolore (effigie grise sur fond de couleur), puis Matthews travaille sur différentes coupes au niveau des épaules et du cou, et un format horizontal Cependant, comme toute modification de l'effigie nécessite l'accord d'Arnold Machin, Robinson et Matthews le rencontre à son domicile le 23 octobre. Celui-ci fait savoir son refus de voir sa création changée par un autre que lui et se vexe de paraître consulter une fois les modifications réalisées.
Finalement, le projet est abandonné. Quelques trouvailles de Jeffery Matthews servent néanmoins, comme le format horizontal qui est employé pour les premiers timbres autocollants en 1993 et pour le tarif du courrier de grand format en 2006.

### Dans les années 1990
De même, en 1990, à l'approche du 150e anniversaire du Penny Black, une tentative avorte rapidement avec l'intervention de la reine qui refuse toute réflexion sur un changement.

## Usages commémoratifs

### Carnets de prestige
Une habitude de la poste britannique est l'émission de carnets de prestige pour commémorer un événement, sans forcément émettre un timbre spécial. Le carnet contient alors des type Machin et des illustrations ou un livret sur la célébration.

### Le typeMachinen timbres d'auto-commémoration

#### 150eanniversaireduPenny Black
En 1990, pour le 150e anniversaire de l'émission du Penny Black, le premier timbre-poste au monde, sont émis cinq timbres au type Machin portant en arrière-plan le profil de la reine Victoria. Les deux effigies royales sont représentés sur le fond noir rappelant le Penny Black sur le 20 pence.

#### Stamp Show 2000
Lors du Stamp Show à Londres, exposition philatélique de mai 2000, plusieurs émissions spéciales glorifient le type Machin.
Un des trois carnets de prestige émis pour promouvoir le Stamp Show est consacré à l'impression avec cinq méthodes d'impression différentes du type Machin. Émis le 16 février 1999, il est vendu 7,54 livres sterling, la valeur des vingt-neuf timbres à validité permanente pour la lettre simple au régime intérieur. Sur les dix-sept timbres à ce tarif « 1ST », neuf sont réalisés en photogravure assistée par ordinateur et huit en lithographie. Les trois autres feuilles sont composées de quatre timbres de même valeur en grand format et imprimée une en letterpress rappelant les séries à l'effigie de George V, une autre en gaufrage du profil Machin sur papier blanc (seule la valeur faciale a nécessité de l'encre). La troisième feuille est imprimée en taille-douce à partir d'une gravure de Czesław Słania.
Un bloc de huit timbres Machin honore le coloriste Jeffery Matthews en intercalant deux vignettes, dont une représente une palette à ses initiales (« JM » entremêlés).

#### 40eanniversairede la série
Pour le quarantième anniversaire du type Machin, un bloc est vendu comprenant deux timbres commémoratifs illustrés du 4 pence noir originel et du portrait d'Arnold Machin, et deux timbres d'une livre. L'ancien de couleur bleu-violet voisine au-dessus de son remplacement de couleur rubis, couleur d'un quarantième anniversaire de mariage dans les pays anglo-saxons.

## Autres usages

### Timbre de distributeur en 2008
En octobre 2008, la Royal Mail équipe une poignée de bureaux de poste de distributeurs d'affranchissement de Wincor Nixdorf. Soit l'automate fournit une empreintes de machine à affranchir pour un pli ou un colis pesé par le client, soit elle débite des timbres de distributeur portant l'effigie royale par Arnold Machin à un des tarifs de base de la lettre simple pour le Royaume-Uni, l'Europe ou le monde entier. Le profil est placé à droite du long timbre autocollant à dentelure simulée et l'arrière-plan est imprimé de vagues infinies de « ROYAL MAIL ».

### Machine à affranchir en 2009
À partir du 8 juin 2009, dans le cadre d'une expérimentation au bureau de poste de Camden High Street, à Londres, l'effigie est utilisée comme illustration de sécurité des étiquettes servant à l'impression des empreintes de machine à affranchir de type Horizon.

## Inspirations, détournements et parodies
Des Machin sont connus surchargés par des messages de propagande en faveur de l'indépendance de l'Irlande du Nord et de l'Armée républicaine irlandaise, dans le contexte du Conflit nord-irlandais. Repéré sur le courrier, un tel timbre est considéré comme sans valeur et le pli est taxé. Plusieurs exemplaires sont cependant surchargés complaisamment bien après leur émission ou après leur oblitération.
Le 1er avril 2007, en guise de poisson d'avril, l'auteur d'un bulletin philatélique britannique, le Scarborough Post, a confectionné une parodie du type Machin distribuée aux membres de son club : d'une hauteur plus grande, la tête de la reine à l'envers permet à la vignette d'assurer un envoi en poste aérienne vers l'hémisphère sud (Airmail Post to Southern Hemisphere).

## Outre-mer

### Dépendances de la Couronne
Les premiers timbres britanniques au type Machin ont servi tels quels dans les dépendances de la Couronne avant leur indépendance postale : Guernesey et Jersey jusqu'en 1969 et l'île de Man jusqu'en 1973. 
À Guernesey, le médaillon royal a pu parfois être l'effigie d'Arnold Machin dans les premières années avant que le monogramme royal (EIIR pour Elizabeth 2 Regina) soit préféré.

### Hong Kong
Dans la colonie britannique, la dernière série d'usage courant à l'effigie d'Élisabeth II utilise une version adaptée du type Machin. L'effigie est décalée vers la droite pour laisser place à une inscription en idéogrammes. Le fond est bicolore. Les premières valeurs sont émises en juin 1992. Plusieurs blocs-feuillets commémoratifs utilisant des timbres au type Machin de Hong Kong sont également imprimés. La série est remplacée par celle du panorama urbain de Hong Kong, émise en janvier 1997.

### Somaliland
En avril 1996, le timbre d'un penny au type Machin est surchargé et sert quelques jours au Somaliland, un État qui a fait sécession de la Somalie depuis 1991.
Faute d'un stock suffisant de papier, l'imprimeur britannique Harrison and Sons ne peut délivrer dans les temps prévus une émission de timbres pour le Somaliland. Face à la pénurie de timbres-poste, il est décidé de surcharger « REPUBLIC / OF / SOMALILAND / 500 SHILLIN » (avec ou sans une étoile à cinq branches sur la valeur faciale britannique) 4 300 timbres d'usage courant britanniques d'un penny au type Machin dont dispose l'imprimeur. La surcharge est appliquée au Somaliland.
Cependant, ils sont rapidement retirés de la vente et détruits à cause de la mauvaise réception par les clients somalis, le Royaume-Uni étant l'ancienne puissance coloniale de cette région.

### Billets de banque
En mars 2009, l'effigie de Machin apparaît sur une nouvelle série de billets de banque du territoire britannique d'outre-mer des Bermudes. Par rapport aux précédents, l'effigie royale est réduite en surface et placé en bas à gauche d'un des côtés.

## Collection spécialisée
Autour du type Machin, s'est développée une importante collection spécialisée. 
D'après le Complete Deegam Machin Handbook, il existe en 2007 quatre cents timbres se distinguant par leur valeur faciale et leur couleur, multipliés par les variations concernant les modes d'impression et l'imprimeur, le papier, les bandes de phosphore, la dentelure, la typographie des chiffres, le profil de la reine, le symbole régional, le conditionnement initial (feuille, rouleau, carnet, etc.), s'ils sont gommés ou autocollants, etc.

### Papier
Il est donc nécessaire de posséder une lampe UV à ondes courtes (254 nm) (Mise en garde : ne pas regarder directement la lumière et éviter de la diriger sur la peau sous peine de mutagenèse) et une à ondes longues (360 nm) afin d'observer la luminescence (fluorescence et/ou phosphorescence). Cela concerne aussi bien les bandes de phosphore (également visibles à l’œil nu) que le papier recouvert ou ayant intégré du phosphore. Pour étudier la luminescence, il est important de se placer dans l'obscurité totale et sur une surface mate. Plus la lampe est puissante, plus le résultat est satisfaisant.
Les différents types de papier (en simplifié) sont  :
OCP : Papier terne aux UV sans phosphorescence ni azurants optiques.
FCP : Papier avec azurants optiques.
PPP : Pre Printed Phosphor, papier très brillant.
AOP : Papier recouvert d'une couche de phosphore (essai en 1979). Papier mat.
PCP 1 : Papier avec phosphore intégré, aspect mat et rémanence (= durée de phosphorescence) après extinction de la lampe UV à ondes courtes (UV-C).
PCP 2 : Idem mais papier très brillant qui peut donner un aspect de négatif photo en lumière rasante. Cependant, pour être valide, ce test doit montrer une réelle différence avec un autre timbre de la série (nécessité de faire un témoin négatif).
Note importante : Les papiers PCP 1 et 2 ne constituent pas deux papiers différents et ne se différencient pas par leur luminescence mais par la nature de leur revêtement (mat ou brillant). Cependant, la brillance est continue et progressive.
ACP : Papier phosphorescent avec forte rémanence sous UV-C. (Plus vive que le papier PCP).

### Impression

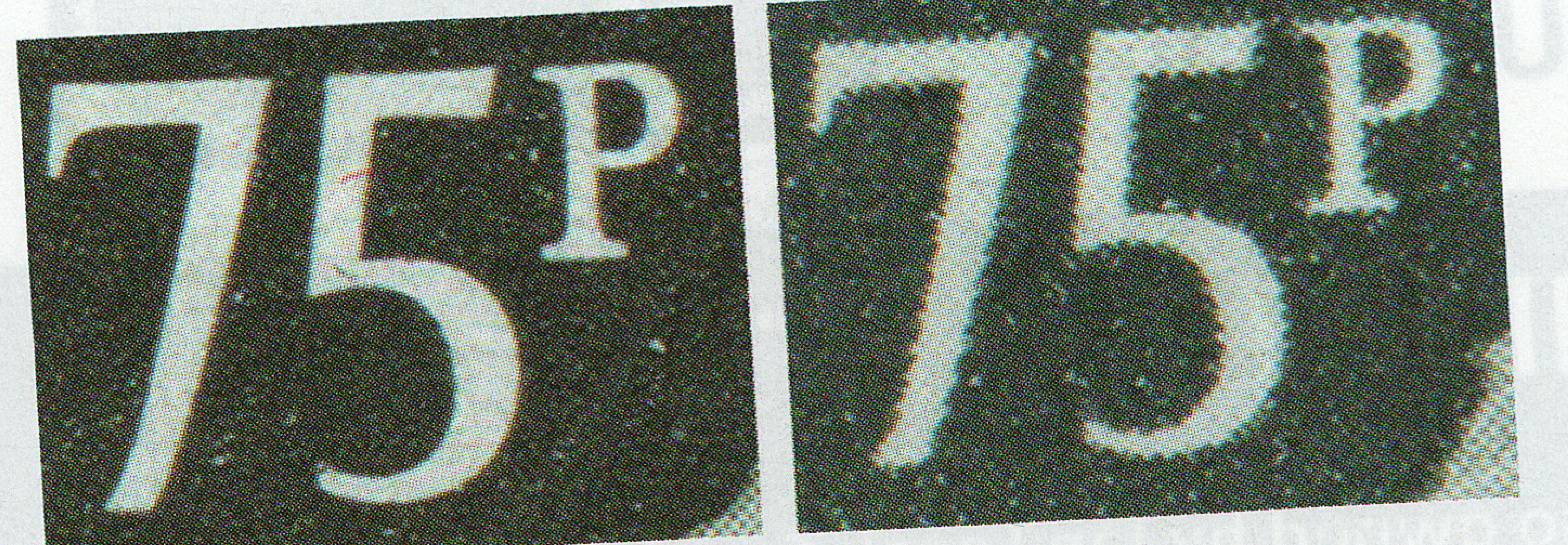
Impression offset à gauche et héliogravure à droite

Les timbres Machin sont imprimés selon quatre techniques d'impression : la gravure, l'héliogravure, l'offset et la typographie. Cependant, certaines valeurs sont imprimées avec deux techniques différentes qui ne sont pas évidentes à distinguer (héliogravure et offset). L'image suivante montre les différences : à gauche un timbre imprimé en offset et à droite un timbre imprimé en héliogravure.

#### Nouvelle gravure EME
A la fin des années 1990, le portrait de la Reine a bénéficié d'une gravure améliorée appelée EME. Une fois de plus, la distinction n'est pas aisée mais une différence au niveau du collier de perles de la souveraine permet de faire la différence. A gauche (timbre bleu), il s'agit de l'ancien portrait où le collier de perles semble être un continuum et où l'extrémité pointée par la flèche montre une zone où les perles ne sont pas séparées les unes des autres et semblent confondues avec le cou de la Reine. A droite le timbre violet présente la gravure EME où toutes les perles semblent séparées. La flèche pointant l'extrémité montre des perles bien distinctes qui se détachent du cou de la Reine. 

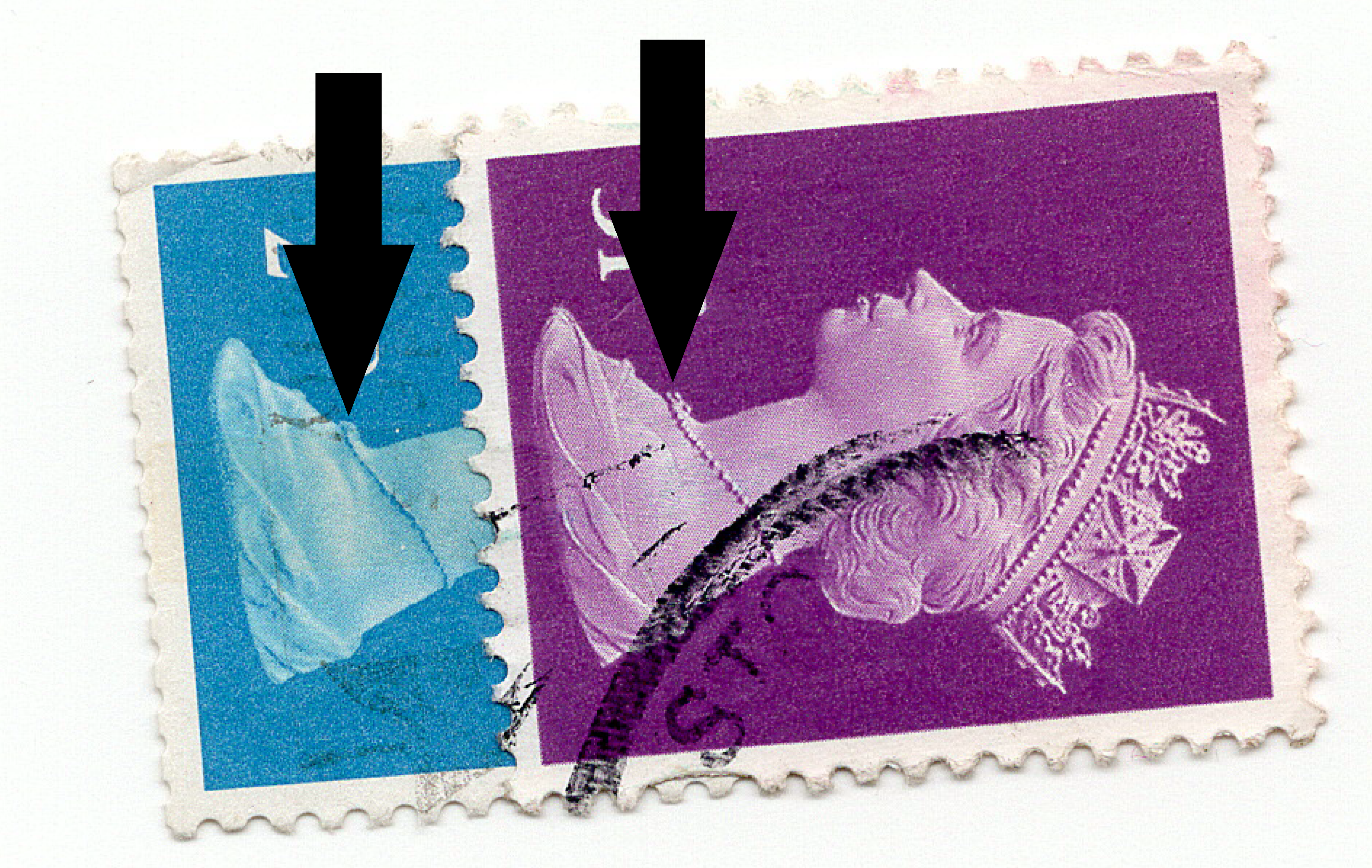
Comparaison entre ancienne et nouvelle gravure (EME)

### Sources de l'article
- Catalogue, tome 3, 1re partie, Timbres d'Europe de l'Ouest (H-Y), éd. Yvert et Tellier, 1998. La description des Machin émis entre 1967 et 1970 se trouvent page 781.

#### Ouvrages
- Douglas N. Muir (en), A Timeless Classic. The evolution of Machin's Icon, éd. The British Postal Museum & Archive et Royal Mail, 2007,  (ISBN 978-0-9553569-1-9), 236 pages. L'auteur décrit, en plus de la genèse du type Machin, le contexte de la création philatélique britannique dans la seconde moitié des années 1960. De nombreux essais et maquettes illustrent l'ouvrage.
- Douglas Myall, 40 Years of Machins. A Timeline, hors-série no 13 du British Philatelic Bulletin, éd. Royal Mail, 2007,  (ISBN 0946165580), 20 pages.

#### Articles
- Richard West, « Birth of an Icon » (naissance d'une icône), article sur la genèse et la carrière des Machin pré-décimaux (1966-1971), paru dans Stamp Magazine n°73-6, daté juin 2007, pages 42-47. L'article comprend une annexe sur la relation entre l'artiste et ses timbres dont il protégea le graphisme simple : « Man behind the Machin », pages 44 et 45.
- Richard West, « Sold by the pound » (vendus à la livre), article sur les Machin d'une livre sterling de 1967 à 2007, paru dans Stamp Magazine n°73-6, daté juin 2007, pages 50-54. À partir de l'exemple de cette valeur faciale, l'article rappelle également la chronologie des imprimeurs de la série.